# Parlamento de Albania
El Parlamento de Albania (en albanés Kuvendi i Shqipërisë o de modo abreviado Kuvendi o Parlamenti), en el pasado conocido como Parlamento del Pueblo (Kuvendi Popullor) es el órgano legislativo unicameral de la República de Albania. Tiene 140 miembros, elegidos para legislaturas de cuatro años.

## Sistema electoral
El sistema electoral es representativo proporcional con listas cerradas. Se eligen representantes de 12 circunscripciones, correspondientes a los 12 condados en los que está dividido el país. Para obtener representación en la cámara, los partidos deben obtener al menos el 3 % de los votos como umbral mínimo en todas las circunscripciones, mientras que el umbral para las coaliciones pre-electorales aumenta al 5 %.

## Divulgación
Las leyes aprobadas se publican en el Fletorja Zyrtare E Republikës Së Shqipërisë, diario oficial del país.

## Facultades
Además de la labor legislativa, éste órgano marca la agenda política, elige al Presidente y a los miembros del Tribunal Supremo, declara la guerra y hace la paz, ratifica o deroga acuerdos internacionales y enmienda la Constitución.

## Legislaturas (1920–presente)
| No.  | Órgano legislativo                          | Mandato                  | Mandato                  |
| 1ra  | Consejo Nacional                            | 27 de marzo de 1920      | 20 de diciembre de 1920  |
| 2da  | Consejo Nacional                            | 21 de abril de 1921      | 30 de septiembre de 1923 |
| 3ra  | Asamblea Constituyente                      | 21 de enero de 1924      | 2 de junio de 1924       |
| 4ta  | Cámara de Diputados– Senado                 | 1 de junio de 1925       | 7 de junio de 1928       |
| 5ta  | Asamblea Constituyente/Parlamento           | 25 de agosto de 1928     | 11 de mayo de 1932       |
| 6ta  | Parlamento                                  | 21 de noviembre de 1932  | 16 de noviembre de 1936  |
| 7ma  | Parlamento                                  | 10 de febrero de 1937    | 7 de abril de 1939       |
| 8va  | Asamblea Constituyente                      | 12 de abril de 1939      | 3 de abril de 1940       |
| 9na  | Consejo Corporativo Superior Fascista       | 17 de abril de 1940      | 31 de julio de 1943      |
| 10ma | Asamblea Nacional/Parlamento                | 16 de octubre de 1943    | 14 de septiembre de 1944 |
| –    | Consejo de Liberación Nacional Antifascista | 28 de mayo de 1944       | 22 de diciembre de 1945  |
| 11ma | Asamblea Constituyente/Asamblea Popular     | 10 de enero de 1946      | 21 de enero de 1950      |
| 12ma | Asamblea Popular                            | 28 de junio de 1950      | 14 de abril de 1954      |
| 13ra | Asamblea Popular                            | 19 de julio de 1954      | 21 de febrero de 1958    |
| 14ta | Asamblea Popular                            | 21 de junio de 1958      | 3 de junio de 1962       |
| 15ta | Asamblea Popular                            | 14 de julio de 1962      | 12 de marzo de 1966      |
| 16ta | Asamblea Popular                            | 9 de septiembre de 1966  | 4 de mayo de 1970        |
| 17ma | Asamblea Popular                            | 20 de noviembre de 1970  | 19 de junio de 1974      |
| 18va | Asamblea Popular                            | 28 de octubre de 1974    | 21 de febrero de 1978    |
| 19na | Asamblea Popular                            | 25 de diciembre de 1978  | 14 de julio de 1982      |
| 20ma | Asamblea Popular                            | 22 de noviembre de 1982  | 10 de enero de 1987      |
| 21ra | Asamblea Popular                            | 19 de febrero de 1987    | 13 de noviembre de 1990  |
| 22da | Asamblea Constituyente                      | 15 de abril de 1991      | 4 de febrero de 1992     |
| 23ra | Asamblea Popular                            | 6 de abril de 1992       | 29 de marzo de 1996      |
| 24ta | Asamblea Popular                            | 1 de julio de 1996       | 15 de mayo de 1997       |
| 25ta | Parlamento                                  | 23 de julio de 1997      | 17 de mayo de 2001       |
| 26ta | Parlamento                                  | 3 de septiembre de 2001  | 20 de mayo de 2005       |
| 27ma | Parlamento                                  | 2 de septiembre de 2005  | 14 de mayo de 2009       |
| 28va | Parlamento                                  | 7 de septiembre de 2009  | 25 de mayo de 2013       |
| 29na | Parlamento                                  | 9 de septiembre de 2013  | 8 de mayo de 2017        |
| 30ma | Parlamento                                  | 9 de septiembre de 2017  | 7 de julio de 2021       |
| 31ra | Parlamento                                  | 10 de septiembre de 2021 | Incumbente               |